# Otok Gospe od Milosti
Otok Gospe od Milosti jedan je od tri otoka u jedinstvenom nizu otoka u Tivatskom zaljevu Boke kotorske, poznatijih kao Krtoljski arhipelag, ispred najvećeg otoka Boke kotorske, sv. Marka. Dužina otoka je oko 160 metara, a širina šezdesetak metara. Udaljen je od obale oko 800 metara. Na sjevernoj i zapadnoj strani dubina mora je manja od jednog metra, dok na južnoj strani mogu pristajati i veći brodovi. Na otoku se nalazi crkva Gospa od Milosti posvećena začeću sv. Bogorodice. Na crkvu se, južno, nadovezuje samostanska stambena zgrada iste visine. Crkvu i zgradu prema zapadu, gdje su dvije niže zgrade s terasom, povezuje na južnoj strani visoki zid, a na sjevernoj klaustar, koji omeđuju unutarnje dvorište od nekih 400 četvornih metara. Izvan ovog prostora nalazi se vrt sa zgradama novijeg datuma, a to je, opet, sve prema vani zatvoreno kamenim zidovima. Uz more su betonske staze pogodne za šetnju i sunčanje.
Prostrana crkva i samostan nastali su u drugoj polovici 15. stoljeća. Tu su se prvo nastanili svećenici koji su htjeli da žive povučeno od svijeta, ali ubrzo ih je crkvena vlast pridružila kongregaciji Celestinaca koji su prihvatili benediktinsko pravilo života. U samostan se, 1524. godine useljavaju franjevci, koji tu djeluju sve do 1800. godine kada napuštaju otok. Tada kotorski biskup određuje dva svećenika da čuvaju svetište i preuzmu upravu dvije krtoljske župe - Bogišići i Krašići. Crkva, jednobrodna građevina sa zvonikom prislonjenim na nju, je obnovljena 1900. godine zaslugom kotorskog biskupa Frana Ućelinija.

## Vanjske poveznice
|  | Zajednički poslužitelj ima još gradiva o temi Otok Gospe od Milosti |